# Dicymbium nigrum brevisetosum
Dicymbium nigrum là một loài nhện trong họ Linyphiidae.
Loài này thuộc chi Dicymbium. Dicymbium nigrum brevisetosum được George Hazelwood Locket miêu tả năm 1962.